# Marta Kostjoek

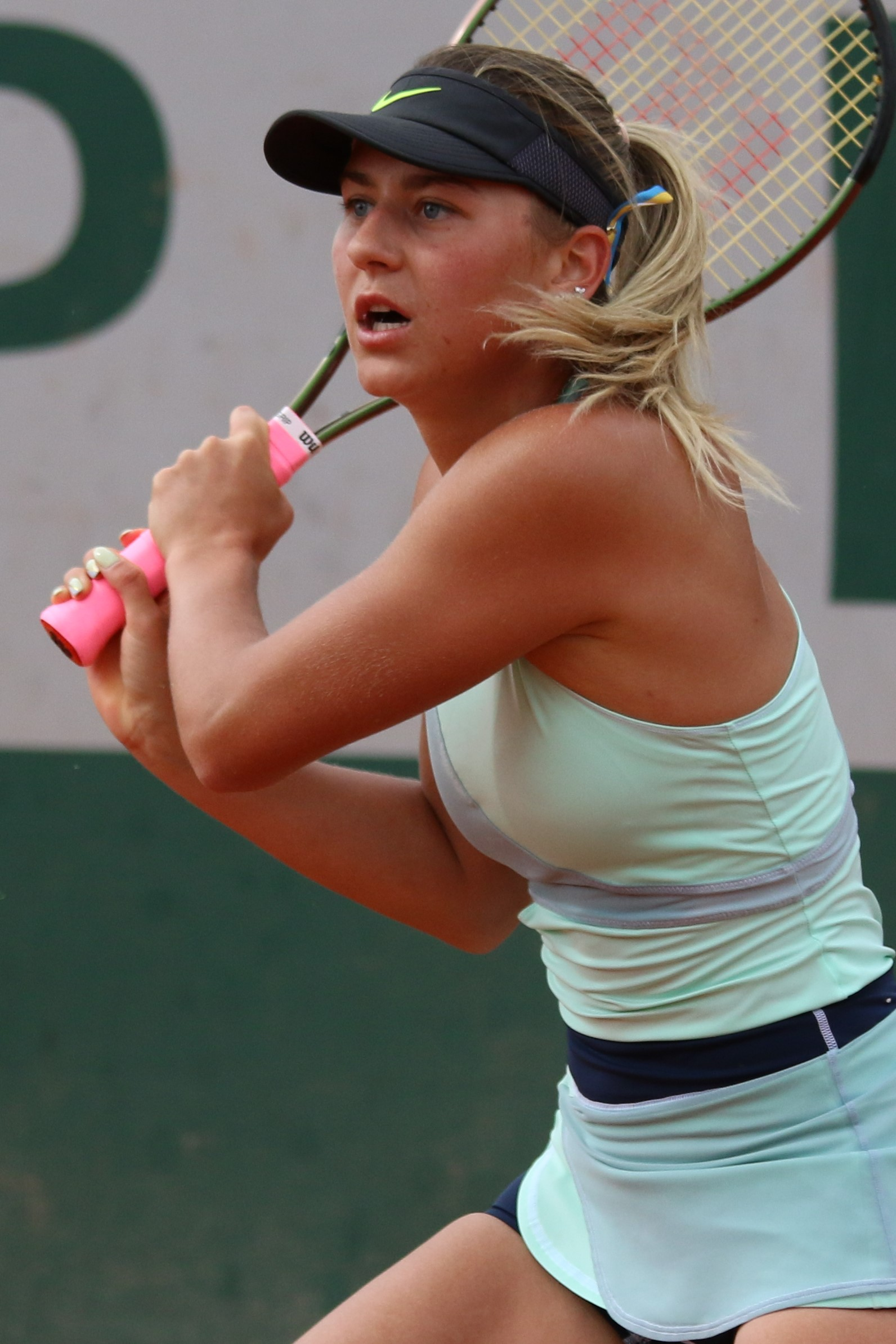
Roland Garros 2022

Marta Olehivna Kostjoek (Oekraïens: Марта Олегівна Костюк) (Kiev, 28 juni 2002) is een tennisspeelster uit Oekraïne. Zij begon op vijfjarige leeftijd met tennis. Zij speelt rechtshandig en heeft een tweehandige backhand. Zij is actief in het internationale tennis sinds 2016.

## Loopbaan
In 2017 won Kostjoek het meisjestoernooi van het Australian Open van Rebeka Masarova, de eerste keer dat zij meedeed aan een junior-grandslamtoernooi. Ook won zij in mei 2017 het 25000$-ITF-toernooi van Dunakeszi in Hongarije.
In 2018 speelde zij op het Australian Open en verloor zij in de derde ronde van Elina Svitolina. Dit was haar grandslamdebuut.
In oktober 2020 bereikte zij op Roland Garros de kwartfinale in het dubbelspel, samen met de Wit-Russin Aljaksandra Sasnovitsj – daarmee steeg zij naar plek 120 van de dubbelspelranglijst. In november 2020 kwam zij binnen in de top 100 van het enkelspel, na het bereiken van twee opeenvolgende ITF-80k-finales.
Op het WTA-toernooi van Abu Dhabi 2021 bereikte zij de halve finale in het enkelspel. Na het bereiken van de derde ronde op het US Open kwam zij, in september, ook in het dubbelspel binnen op de top 100. Zij stond in oktober voor het eerst in een WTA-finale, op het toernooi van Tenerife, samen met landgenote Ljoedmyla Kitsjenok – zij verloren van het koppel Ulrikke Eikeri en Ellen Perez. In november haakte zij nipt aan bij de top 50 van het enkelspel.
In 2022 kwam Kostjoek ook in het dubbelspel binnen op de mondiale top 50. In september won zij haar eerste WTA-titel, op het dubbelspeltoernooi van Portorož, samen met de Tsjechische Tereza Martincová. In december volgde de tweede in Limoges, met de Georgische Oksana Kalasjnikova aan haar zijde.
Op het Australian Open 2023 bereikte Kostjoek de halve finale, geflankeerd door de Roemeense Elena Gabriela Ruse. In maart won zij haar eerste enkelspeltitel op het WTA-toernooi van Austin.
In mei 2024 haakte zij nipt aan bij de mondiale top 20 van het enkelspel. Op Roland Garros bereikte zij, weer met de Roemeense Elena Gabriela Ruse, nogmaals de halve finale van een grandslamtoernooi.

### Tennis in teamverband
In de periode 2018–2023 maakte Kostjoek deel uit van het Oekraïense Fed Cup-team – zij behaalde daar een winst/verlies-balans van 10–4.

## Posities op deWTA-ranglijst
Positie per einde seizoen:
| jaar | rang enkelspel | rang dubbelspel |
| ---- | -------------- | --------------- |
| 2017 | 518            | –               |
| 2018 | 118            | 849             |
| 2019 | 155            | 568             |
| 2020 | 98             | 112             |
| 2021 | 50             | 97              |
| 2022 | 70             | 46              |
| 2023 | 39             | 28              |

## Resultaten grandslamtoernooien
| Legenda | Legenda                          |
| ------- | -------------------------------- |
| g.t.    | geen toernooi gehouden           |
| l.c.    | lagere categorie                 |
| –       | niet deelgenomen                 |
| G       | uitgeschakeld in de groepsfase   |
| 1R      | uitgeschakeld in de eerste ronde |
| 2R      | uitgeschakeld in de tweede ronde |
| 3R      | uitgeschakeld in de derde ronde  |
| 4R      | uitgeschakeld in de vierde ronde |
| KF      | uitgeschakeld in de kwartfinale  |
| HF      | uitgeschakeld in de halve finale |
| F       | de finale verloren               |
| W       | het toernooi gewonnen            |
| w-v     | winst/verlies-balans             |

### Enkelspel
| toernooi        | 2018 |      | 2020 | 2021 | 2022 | 2023 | 2024 |
| --------------- | ---- | ---- | ---- | ---- | ---- | ---- | ---- |
| Australian Open | 3R   | –    | 1R   | 3R   | 3R   | KF   |      |
| Roland Garros   | –    | 1R   | 4R   | 1R   | 1R   | 2R   |      |
| Wimbledon       | –    | g.t. | 2R   | 2R   | 3R   |      |      |
| US Open         | –    | 3R   | 1R   | 2R   | 1R   |      |      |

### Vrouwendubbelspel
| toernooi        | 2020 | 2021 | 2022 | 2023 | 2024 |
| --------------- | ---- | ---- | ---- | ---- | ---- |
| Australian Open | –    | 1R   | 3R   | HF   | 2R   |
| Roland Garros   | KF   | 1R   | KF   | 3R   | HF   |
| Wimbledon       | g.t. | 2R   | 2R   | 2R   |      |
| US Open         | –    | 3R   | 3R   | 3R   |      |

### Gemengd dubbelspel
| toernooi        | 2021 |    | 2023 |
| --------------- | ---- | -- | ---- |
| Australian Open | –    | –  |      |
| Roland Garros   | –    | KF |      |
| Wimbledon       | 2R   | KF |      |
| US Open         | –    | –  |      |

## Palmares
| Legenda                 |
| ----------------------- |
| Grandslamtoernooi       |
| Olympische Spelen       |
| Year-End Championships  |
| Premier Mandatory       |
| Premier Five / WTA 1000 |
| Premier / WTA 500       |
| International / WTA 250 |
| Challenger / WTA 125    |

### WTA-finaleplaatsen enkelspel
| nr.              | finale     | toernooi      | ondergrond | tegenstandster    | score         |         |
| ---------------- | ---------- | ------------- | ---------- | ----------------- | ------------- | ------- |
| gewonnen finales |            |               |            |                   |               |         |
| 1.               | 2023-03-05 | WTA Austin    | hardcourt  | Varvara Gratsjeva | 6-3, 7-5      | details |
| verloren finales |            |               |            |                   |               |         |
| 1.               | 2024-03-03 | WTA San Diego | hardcourt  | Katie Boulter     | 7-5, 2-6, 2-6 | details |
| 2.               | 2024-04-21 | WTA Stuttgart | gravel (i) | Jelena Rybakina   | 2-6, 2-6      | details |

### WTA-finaleplaatsen vrouwendubbelspel
| nr.              | finale     | toernooi       | ondergrond    | partner             | tegenstandsters                  | score    |         |
| ---------------- | ---------- | -------------- | ------------- | ------------------- | -------------------------------- | -------- | ------- |
| gewonnen finales |            |                |               |                     |                                  |          |         |
| 1.               | 2022-09-18 | WTA Portorož   | hardcourt     | Tereza Martincová   | Cristina Bucșa Tereza Mihalíková | 6-4, 6-0 | details |
| 2.               | 2022-12-17 | WTA Limoges    | hardcourt (i) | Oksana Kalasjnikova | Alicia Barnett Olivia Nicholls   | 7-5, 6-1 | details |
| 3.               | 2023-06-25 | WTA Birmingham | gras          | Barbora Krejčíková  | Storm Hunter Alycia Parks        | 6-2, 7-6 | details |
| verloren finales |            |                |               |                     |                                  |          |         |
| 1.               | 2021-10-23 | WTA Tenerife   | hardcourt     | Ljoedmyla Kitsjenok | Ulrikke Eikeri Ellen Perez       | 3-6, 3-6 | details |